# 南开之星
南开之星，即“南开之星”超级计算机，是南开大学科学计算研究所设计、IBM公司制造的超级计算机，2004年6月1日建成并通过验收的超级计算机。

## 历史
2002年8月，南开大学1983届校友、纽约州立大学石溪分校科学计算中心主任邓越凡教授应邀在南开大学组建科学计算研究所并出任所长，开始“南开之星”的筹建工作。
2003年9月，南开大学与IBM公司开始合作建造总计算能力将达每秒5万亿次的计算机，建成后计算速度将达到中国最快、世界排名前20名。
2004年6月，南开之星超级计算机建成后，在当时的世界超级计算机500强排行榜上，位列全球第42位，全球高校第5位；位居全国第3名，全国高校第1名。